# I Still Believe in You
«I Still Believe in You» — песня американского кантри-исполнителя Винса Гилла , вышедшая в качестве первого сингла с его шестого студийного альбома I Still Believe in You (1992). Авторами песни выступили сам Винс Гилл и его соавтор Джон Барлоу Джарвис.
Песня 2 недели возглавляла хит-парад кантри-музыки США в сентябре 1992 года и была удостоена награды Академии кантри-музыки ACM Awards в престижной категории «Лучшая песня года» (Song of the Year) и награды Ассоциации кантри-музыки CMA Awards в той же категории. Песня получила две статуэтки Грэмми в категориях Лучшая кантри-песня и Лучший мужской кантри-вокал.

## Награды и номинации
Источник:
| Награда       | Категория                     | Результат |
| ------------- | ----------------------------- | --------- |
| Grammy Awards | Лучший мужской кантри-вокал   | Победа    |
| Grammy Awards | Лучшая кантри-песня           | Победа    |
| ACM Awards    | Песня года (Song of the Year) | Победа    |
| CMA Awards    | Песня года (Song of the Year) | Победа    |

## Чарты

### Еженедельные чарты
| Чарт (1992)                        | Высшая позиция |
| ---------------------------------- | -------------- |
| Канада Canada Country Tracks (RPM) | 1              |
| США (Billboard Adult Contemporary) | 30             |
| США (Billboard Hot Country Songs)  | 1              |

### Итоговые годовые чарты
| Чарт (1992)                        | Позиция |
| ---------------------------------- | ------- |
| Канада Canada Country Tracks (RPM) | 18      |
| США US Country Songs (Billboard)   | 8       |